# Officina Bernardi
Officina Bernardi è una azienda italiana di gioielli di lusso, fondata nel 2008 da Francesco e Carlo Bernardi.

## Storia
Il laboratorio di Borso del Grappa, avviato nel 2008 dai fondatori di Chrysos S.p.A., Francesco e Carlo Bernardi, realizza esemplari unici in oro 18 carati innovando l’intellettualità manuale dell’arte orafa italiana grazie al rapporto simbiotico uomo-macchina.
Nel 2009 apre gli uffici sulla Fifth Avenue di New York, poi nel 2017 inaugura la prima boutique in Piazza San Marco a Venezia. È nel 2020 che Officina Bernardi si focalizza in una linea di alta gioielleria in oro 18 carati, attivando nel 2021 un secondo negozio nel Quadrilatero della Moda a Milano.

## Diamantatura
L'azienda produce tutti i gioielli con la tecnica della diamantatura, realizzando nuove forme della luce attraverso la manipolazione della forma sferica (Moon Sphere). Secondo Officina Bernardi, ottenere un gioiello dinamico combinando la perfezione della sfera con il ritmo della composizione, rende il gioiello un'opera: Hyper.
Enigma, Empire e Ophidia sono alcune delle sue collezioni più rappresentative.

## Responsabilità sociale
Officina Bernardi è impegnata nella produzione etica e sostenibile, 100% Made in Italy. L'azienda ha ottenuto la Certificazione ISO 14001 per il basso impatto ambientale e la Certificazione ISO 9001 per la qualità, oltre alle certificazioni RJC per l’oro e l’argento etico.
Nel 2022 - in occasione del 200º anniversario dalla morte dello scultore Antonio Canova - ha sponsorizzato parte del progetto di restauro della Casa natale dell'artista, situata a Possagno.